# Pont de Sidi M'Cid
Le pont de Sidi M'Cid est un pont suspendu qui traverse les gorges du Rhummel et relie la médina de Constantine au centre hospitalo-universitaire.
Sa construction décidée après l'ouverture de l'hôpital de la ville évite aux Constantinois de faire un long détour par le Pont d'El-Kantara pour se rendre au CHU.

## Historique
Conçu par l'ingénieur Ferdinand Arnodin, sa construction dirigée par MM. Raby et Boisnier Ingénieurs en chefs des ponts et chaussées, débutée en 1908, fut achevée  et inaugurée le 19 avril 1912 en même temps que le Pont de Sidi Rached. Sur la plaque commémorative, il est écrit :

« Inauguré le 19 avril 1912 par M. Fernand David et pars M. Ferdinand Arnodin , Ministre du commerce, M. Lutaud étant Gouverneur Général, M. Seignouret préfet, M. Morinaud Maire et président du Conseil général, M. Godard Inspecteur Général des Ponts et Chaussées, M. Boulogne Directeur des travaux Publics. Les études ont été faites, les projets dressés, les travaux dirigés et exécutés par MM. Raby et Boisnier Ingénieurs en chefs, MM. Souleyre, Cadreau et Mercadier Ingénieurs ordinaires et Dutilleul Conducteur. Arnodin Ingénieur constructeur. »

Le pont de Sidi M'Cid est long de 164 mètres, large de 5 mètres 70 et peut supporter une charge de 17 tonnes. Pont routier, il est doté d'un tabler métallique retenu par 12 câbles dont 4 principaux.
Il domine les gorges de 175 mètres et permet une vue exceptionnelle sur une partie de la ville jusqu'à la vallée de Hamma Bouziane.